# Megastigmus pingii
Megastigmus pingii är en stekelart som beskrevs av Patrick Roques och Sun 1995. Megastigmus pingii ingår i släktet Megastigmus och familjen gallglanssteklar. Inga underarter finns listade i Catalogue of Life.